# Kurarua pallida
Kurarua pallida là một loài bọ cánh cứng trong họ Cerambycidae.